# 28599 Terenzoni
28599 Terenzoni è un asteroide della fascia principale. Scoperto nel 2000, presenta un'orbita caratterizzata da un semiasse maggiore pari a 2,5548427 UA e da un'eccentricità di 0,1397480, inclinata di 14,48540° rispetto all'eclittica.